# Hāschim ibn ʿAbd Manāf
Hāshim ibn ʿAbd Manāf (arabiska: هاشم بن عبد مناف), född cirka 464, död 497, var farfars far till den islamiske profeten Muhammed och stamfar till Banu Hashim eller hashimiderna i Quraishstammen i Mecka.